# Али Хайдар
Али Хайдар (на арабски: علي‎ حيدر‎) е сирийски политик, председател на сирийския клон на Сирийската социална националистическа партия.
През 2011 година е назначен за министър по въпросите за националното помирение на Сирия, встъпва в длъжност на 23 юни същата година.

## Биография
Роден е в град Хама през 1962 година. Учи офталмология в Дамаския университет, специализира хирургия и очни заболявания. Състудент е на Башар Асад. Дипломира се през 1994 година.